# Кріогалінові води
Кріогалі́нові во́ди (рос. криогалинные воды, англ. cryohaline water; нім. Kryohalithwässer n pl) — кріопеги, високомінералізовані води, що мають нульову або мінусову температуру.
Кріогалінові води бувають поверхневі (води морського полярного басейну, солоних озер) і підземні. Останні входять в кріолітозону як складова частина охолоджених гірських порід.
По відношенню до багатолітньомерзлих порід кріогалінових вод поділяють на
- надмерзлотні,
- міжмерзлотні,
- внутрішньомерзлотні,
- підмерзлотні.